# Wilhelm Süssmann
Wilhelm Süßmann, född 16 september 1891 i Usedom Mecklenburg-Vorpommern  död 20 maj 1941 på Egina var en tysk generallöjtnant i Luftwaffe. Süßmann hade kaptens grad vid första världskrigets slut och han lämnade sin militära befattning 1919. Han inträdde i tjänst vid säkerhetspolisen 1920. Han lämnade säkerhetspolisen 1935 med överstelöjtnants grad och övergick till Luftwaffe. I januari 1939 befordrades Süssmann till generalmajor och han fick sin generallöjtnantsgrad i december 1940. 
1 oktober 1940 tillträdde han befattningen som befälhavare för 7:e flygdivisionen (fallskärmsjägare), (som 1943 fick den nya benämningen 1:a fallskärmsjägardivisionen) och han innehade den samt var chef för stridsgrupp Mitte vid den tyska invasionen av Kreta från 21 januari fram till 20 maj 1941 då han stupade i strid på ön Egina.
Süßmann erhöll postumt riddarkorset av järnkorset 9 juli 1941.